# ジプロトン
ジプロトン(Diproton)またはヘリウム2(Helium-2)は、2個の陽子のみから構成される仮想的なヘリウムの同位体の原子核である。ジプロトンは、核力のスピン-スピン相互作用と、2つの陽子を逆向きに配列させ、負の結合エネルギーを与えようとするパウリの排他原理のせいで不安定である。

## ジプロトンの観測
2000年、一度に2つの陽子を放出する新しいタイプの放射性崩壊が観測された。これは恐らくヘリウム2の原子核であると考えられ、この発見により強い相互作用の理解が進み、恒星内元素合成にも新しい洞察が加えられた。Galindo-Uribarriらは、そのエネルギー構造から一度に1つの陽子を放出することのないネオンの同位体を用い、その結果、2つの陽子が同時に放出されていることが確認された。またこのチームは、酸素原子とジプロトンに崩壊しうるネオン18を作るために、フッ素イオンのビームを陽子を豊富に持つ標的に衝突させた。標的から放出された陽子は全てその特徴的なエネルギーにより同定された。2つの陽子が同時に放出されるには、2つの過程が考えられる。ネオン原子核がジプロトンを放出し、それが陽子に崩壊する過程と、同時に2つの陽子を放出する過程である。この実験には2つの過程のどちらが起こっているかを決定するほどの精度はなかった。ジプロトンの存在を示すより確度の高い証拠は、2008年にイタリアのIstituto Nazionale di Fisica Nucleareで得られた。ネオン20イオンのビームをベリリウム薄膜に衝突させると、最終的にネオン18が生成した。また励起状態の同じ原子核を次に鉛薄膜に衝突させた。Oak Ridgeで行われた初期の実験では、ネオン18原子核が崩壊した酸素16原子核と2つの陽子が同じ方向から検出された。新しい実験では、2つの陽子は放出されて10億分の1秒以内で2つに分かれたことが示された。日本の理化学研究所やロシアのドゥブナ合同原子核研究所では、ヘリウム6原子核を冷却した水素標的に衝突させてヘリウム5原子核を作る過程で、ヘリウム6原子核が4つ全ての中性子を水素に与えることがあることを発見した。これによりジプロトンが残り、直ちに崩壊して2つの陽子となる。同様の反応はヘリウム8原子核を水素に衝突させる場合にも見られる。